# Davlatmand Kholov
Davlatmand Kholov (26 de octubre de 1950-18 de febrero de 2024) fue un músico y cantante tayiko, experto en el antiguo estilo de música tayika "Falak". 

## Carrera artística
Tocaba el instrumento de dos cuerdas dutar y en el ghijak, instrumentos del Asia Central. Tocaba y cantaba poesía sufí, principalmente de Jalaleddin Rumi. Publicó el álbum Learned & Folk Music en 1996.